# Carl-Axel Karlsson
Carl-Axel Karlsson, född Carl-Axel Gustav Karlsson 2 januari 1949 i Bromma, Stockholm, är en svensk skådespelare.

## Filmografi
- 2010 – Fantasia (röst i omdubb)
- 2009 – Hannah Montana: The Movie (röst)
- 2009 – Upp (röster)
- 2004 – Farsans Frack
- 1999 – Mamy Blue
- 1997 – Emma åklagare: Människosmugglarna
- 1995 – En nämndemans död
- 1989 – Förhöret
- 1983 – Spanarna

## TV
- 1992 – Rederiet säsong 1 (Avsnitt 10, polisman)

## Teater

### Roller
| År   | Roll | Produktion                                                                    | Regi           | Teater             |
| ---- | ---- | ----------------------------------------------------------------------------- | -------------- | ------------------ |
| 1980 |      | I den här världen är allt möjligt (I denne verden er alt mulig) Klaus Hagerup | Arne Andersson | Riksteatern        |
| 2009 |      | Mig äger ingen Åsa Linderborg                                                 | Eva Gröndahl   | Teater Västmanland |